# Domiziano di Melitene
Domiziano di Melitene (564 circa – Costantinopoli, 10 gennaio 602 circa) è stato un vescovo bizantino, vescovo di Melitene nella seconda metà del VI secolo.

## Biografia
Imparentato con l'imperatore Maurizio, giocò un ruolo importante nella vita politica e religiosa della seconda metà del VI secolo.
L'imperatore gli affidò diverse missioni diplomatiche, tra cui quella presso Cosroe I di Persia. Il martirologio romano ricorda questo evento con le seguenti parole: «A Melitene nell'antica Armenia, san Domiziano, vescovo, che si adoperò molto per la conversione dei Persiani».
La sua memoria liturgica cade il 10 gennaio  (giorno della sua morte) e il 27 gennaio, avvenuta a Costantinopoli nel 602 circa. Le sue reliquie furono successivamente traslate a Melitene.